# Кеурусселкя
Кеурусселкя (фін. Keurusselkä) — це озеро в Центральній Фінляндії між містами Кеуруу на північ і Мянття на південь. Воно займає площу 117,3 км², має середню глибину 6,4 м та максимальну глибину 40 м. Поверхня озера розташована на висоті 105,4 м.н.м. Озеро має довжину  27 км і є частиною басейну річки Кокемяенйокі Кеурусселкя отримало міжнародний розголос 2004 року, коли пара геологів-аматорів виявили древній метеоритний кратер на західному березі озера.

## Екологічні проблеми
У 1986 році регіон Кеурусселкя був сильно забруднений (70 кбк/м2) радіоактивним цезієм від радіоактивних опадів Чорнобильської катастрофи. У 2003 році деякі риби біля Мянття ще мали концентрацію цезію в кілька разів вищу, ніж у Олкілуото і Ловійса, де розташовані атомні електростанції Фінляндії. Причиною є різниця між поглинанням цезію в прісній воді і солонуватій або солоній воді. Тим не менш, рівні концентрації настільки малі, що споживання риби не вважається ризиком для здоров'я.
Крім радіоактивності, якість води також ослаблена гуміновими речовинами і місцевими скидами каналізації. Незважаючи на це, якість води в цілому хороша, а в центральній частині озера знаходиться в майже первозданному стані. Озеро є прекрасним місцем для риболовлі, а популяції щуки і окуня особливо великі.

## Ударна структура Кеурусселкя
Кеурусселкя покриває залишок стародавнього ударного кратера,, який був виявлений 2003 року геологами-аматорами. Конуси руйнування, схожі на кінський хвіст формації у гірських породах, які утворюються при ударі метеориту, були знайдені на площі шириною 11,5 км, але цілком можливо, що територія, яка містить конуси руйнування, може бути лише центральним підйомом кратера. Слабкі сліди, засновані на цифрових даних про висоти, дають можливість припустити кільцеві структур від 10 км до приблизно 30 км у діаметрі. Це зробило б Кеурусселкя найбільшою ударною структурою Фінляндії, потіснивши кратер Лаппаярві. На додаток до конусів руйнування, мікроскопічні дослідження зразків з  валуна брекчії  виявили шокові метаморфічні риси (плоскі тріщини і риси пласкої деформації) у кварцевих зернах, які утворюються, коли порода зазнав сильних ударних тисків між 7-35 ГПа (1-5,1 млн. psi).
Аргон-аргонове датування псевдотахілітичної брекчії з центрального піднесення ударної структури Кеурусселкя дало вік пізнього мезопротерозою — 1,14-1,15 млрд. років, що робить Кеурусселкя однією з найстаріших відомих ударних структур в Європі. Вік місцевих гранітних порід Гранітного комплексу Центральної Фінляндії становить 1,88 млрд.років (Палеопротерозой). З часу удару, 7-8 км породи вивітрилися геть, не залишаючи ніяких видимих западин (порівняйте з іншими фінськими кратерами схожого віку — Ісо-Нааккіма та Лумпарн).
Невелика кількість наявних гравіметричних даних показує негативну аномалію (площу більш низької гравітації) на ділянці ударної структури. Однак поруч є й інші негативні гравітаційні аномалії, які, як вважається, не пов'язані з ударною подією. Крім того, на західному березі озера є менш щільні кислі гірські породи, що може сприяти негативній аномалії. Аномалія буде досліджуватися набагато більш докладно, щоб визначити, чи вона пов'язано з ударною подією.
Повітряні магнітні дані показують разюче круглу магнітну аномалію, але з причини ще не відомої, вона розташована трохи на схід і від негативної аномалії гравітації, і від місця, де знайдені конуси руйнування. Можливо, що це кільце було створено, наприклад, гранітною інтрузією, а не ударною подією. Радіометричні і електромагнітні дані не знайшли якихось аномалій. Палеомагнітні дані ще будуть збиратися для визначення віку структури.
Лише в 30 км на схід від центру ударної структури Кеурусселкя розташований Каріккоселкя (фін. Karikkoselkä), набагато менший і молодший ударний кратер.
Уконселкя (фін. Ukonselkä), майже кругле озеро на захід від Кеурусселкя, включено до «Impact Database», яку веде Impact Field Studies Group та  «Earth Impact Database» Університету Нью-Брансвік.